# 臺灣桃園國際機場
臺灣桃園國際機場（英語：Taiwan Taoyuan International Airport），通稱桃園國際機場、桃園機場、桃機，舊稱中正國際機場（英語：Chiang Kai-shek International Airport），是位於中華民國桃園市大園區的國際機場，為臺灣國際航空樞紐，現由桃園國際機場公司經營。2019年度的總旅客吞吐量超過4,868萬人次，無論面積或運量上，均是臺灣最大的民航機場。
桃園機場面積約1,249公頃，擁有2座航廈、4座貨運集散站、2條跑道及52條滑行道，並擁有聯外之高速公路及捷運系統；在運量快速攀升的同時，目前正在興建第三航廈及第三跑道以滿足龐大的旅運需求。。做為臺灣最主要的民航機場，桃園機場可起降A380、747-8及AN-225等世界上最大型的飛機。

## 歷史
1960、70年代，在經濟自由化政策下臺灣經濟急速的成長，隨之而來的國際航線持續開航，儘管臺北原有聯外之松山機場持續改建，卻受限於腹地被基隆河與臺北市區所包夾，仍然敵不過年年成長的龐大人流而不敷使用，於是中華民國政府另覓土地建造新大型機場的構想便油然而生。交通部民用航空局在以臺北近郊為考量的狀況下，於1969年正式選定中華民國空軍桃園基地西側埤塘區域空地，以興建新的大型國際機場，並成為十大建設之一，此即桃園機場興建之起源。也因如此，桃園機場的機場代碼（包含IATA及ICAO代碼）使用代表臺北的「TPE」及「RCTP」，原本使用的臺北松山機場則改用「TSA」及「RCSS」。
在建築師章翔操刀下，由中華工程所負責的桃園機場興建工程於1974年9月正式動工，耗資新台幣103億元於1978年底正式完工、在所屬中華航空、編號B-1818的波音727客機首航象徵下，當時命名為「中正國際機場」的桃園機場於1979年2月26日正式啟用，成為東亞最具規模的國際機場之一。最初的第一航廈樓地板面積已有15萬6,500平方公尺，年服務容量達到500萬人次。而第二航廈則在推動臺灣成為亞太空運中心的時局下，於1989年10月起展開規畫設計、1991年3月9日正式動工，在2000年7月29日正式啟用；第二航廈的加入，一舉讓桃園機場的容量大增1,700萬人次，增加17個可供波音747等大型客機使用的停機坪。:5-1
1990年代，隨著兩岸關係緩和及發展觀光業政策下，桃園機場旅客數及飛機起降數持續成長，很快的桃園機場面臨了容量飽和的困境。為了解決空間嚴重不足的問題，桃園機場的擴建工程相繼啟動。由建築師團紀彥所設計、耗資30億的第一航廈改建工程，融合了新舊，於2010年起正式啟動，耗時3年於2013年6月完工，成功提升桃園機場第一航廈服務能量，增加1萬3,000平方公尺的空間；而第二航廈也於2014年起正式啟動了擴建作業，於2015年12月18日正式動工，於2018年全面完工。:13

### 命名
最初，在行政院下達《臺（六十）交字第九二七〇號令》籌建新機場的構想時，便已是使用「桃園國際機場」的名稱；1975年5月21日，交通部民用航空局首度建議以「用資紀念民族救星，時代聖雄故總統　蔣公」為由，將桃園國際機場改以逝世不久的前中華民國總統蔣中正命名為「介石國際機場」，不過第一時間並未獲得行政院院長蔣經國核准。在其後的1978年3月，中華民國交通部轉而支持以「桃園國際機場」為名而不易名。
然而，1979年2月15日的行政院會議中，卻在沒有任何徵兆的狀況下通過原先交通部建議將「桃園國際機場」更名的提議，決定將「桃園國際機場」正式命名為「中正國際機場」。而稍早的2月10日，已經就任中華民國總統蔣經國便函電蔣中正遺孀宋美齡：
「桃園機場已以父親之名命名日來踴入參觀者不下五十萬人即將於二十六日開航謹報併聞兒」

### 改名
而這突然的決定，一直到了陳水扁政府執政後期才有了改變。2006年8月12日，中華民國總統陳水扁在一場對凱達格蘭學校學員的授課中，提及中正國際機場改名的構想，認為「不知道是誰的主意，變成中正國際機場。 」而桃園縣縣長朱立倫則認為「桃園中正機場」更為合宜。儘管蘋果日報調查有60%的民眾反對更名，行政院仍然於2006年9月6日正式通過將「中正國際機場」改名「臺灣桃園國際機場」的提案並即刻生效，「中正國際機場」的名稱正式走入歷史。

## 主要設施

### 跑滑道系統

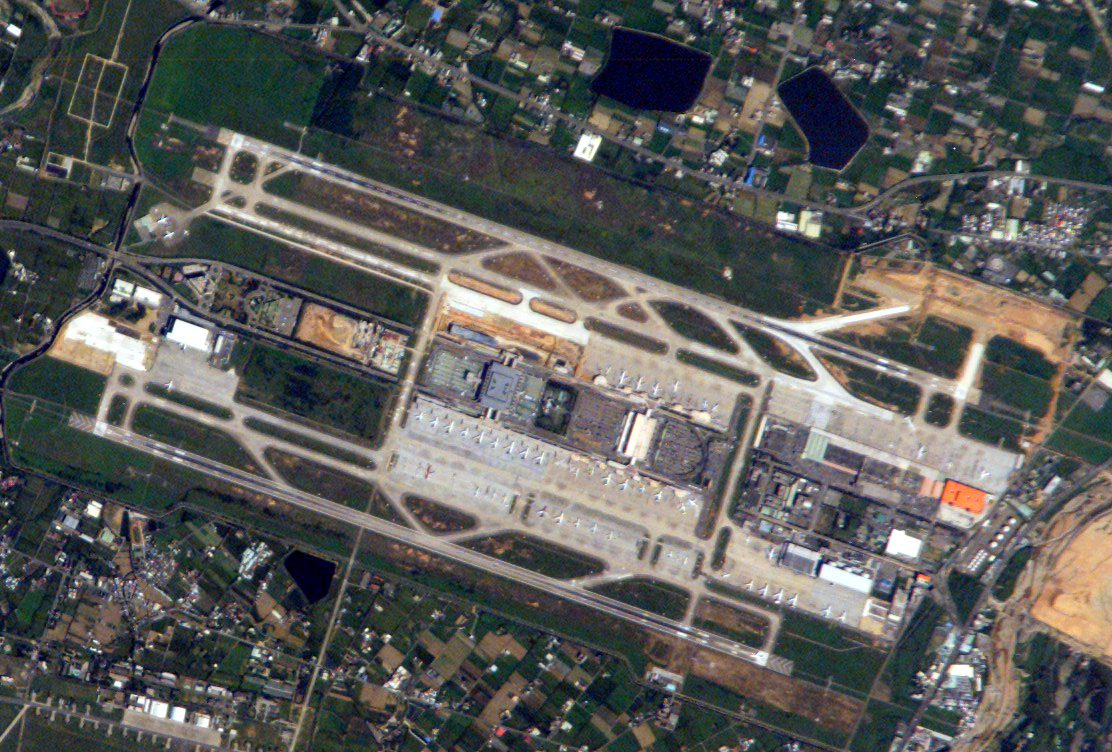
2002年6月，從國際太空站拍攝的中正國際機場

桃園國際機場目前擁有兩條主跑道，是台灣目前唯一擁有兩條以上跑道的民航機場，兩條跑道分別為05L/23R「北跑道」及05R/23L「南跑道」。在南跑道投入30億於2015年1月8日重新整建完成後，將跑道鋪面從原先的混凝土升級為石膠泥瀝青混凝土，長度也自原先的3,350公尺、寬60公尺延長為3,800公尺，並將原先採用的第一類儀器降落系統升級為第二類儀器降落系統，使桃園國際機場具備起降空中巴士A380客機的能力；而北跑道在耗資21.37億於2015年12月24日重新整建完成後，也讓長3,660公尺、寬60公尺的跑道鋪面自原先的混凝土改為改質密級配瀝青混凝土。:乙-8~乙-9，2020年受到新冠疫情影響，北跑道在耗資3.87億於2020年9月10日重新整建完成後，自原先的改質密級配瀝青混凝土改為石膠泥瀝青混凝土。南跑道於2021年9月15日整建完成後開放使用。
桃園國際機場過去曾經擁有一條長2,752公尺、寬45公尺被稱為「05R/23L」跑道的副跑道，不過由於使用率低、長度過短，同時為了加強桃園國際機場地面滑行的處理能力，已於2000年11月1日關閉廢除並變更為NC滑行道使用。在桃園國際機場進行道面整建後，NC滑行道目前擁有作為備用起飛跑道的能力。
除此之外，桃園國際機場還具備有52條、總長超過1.9萬公尺的滑行道，用以連接跑道與桃園國際機場的124座各類停機坪。
而在桃園國際機場持續發展的狀況下，交通部目前已經計劃在北跑道的北側增建長4,000公尺、寬60公尺、佔地24萬平方公尺的第三條跑道。作為「臺灣桃園國際機場園區綱要計劃」的一部份，第三跑道的直接工程經費達61億元，目前計劃於2030年完工。:簡述-4

### 塔台

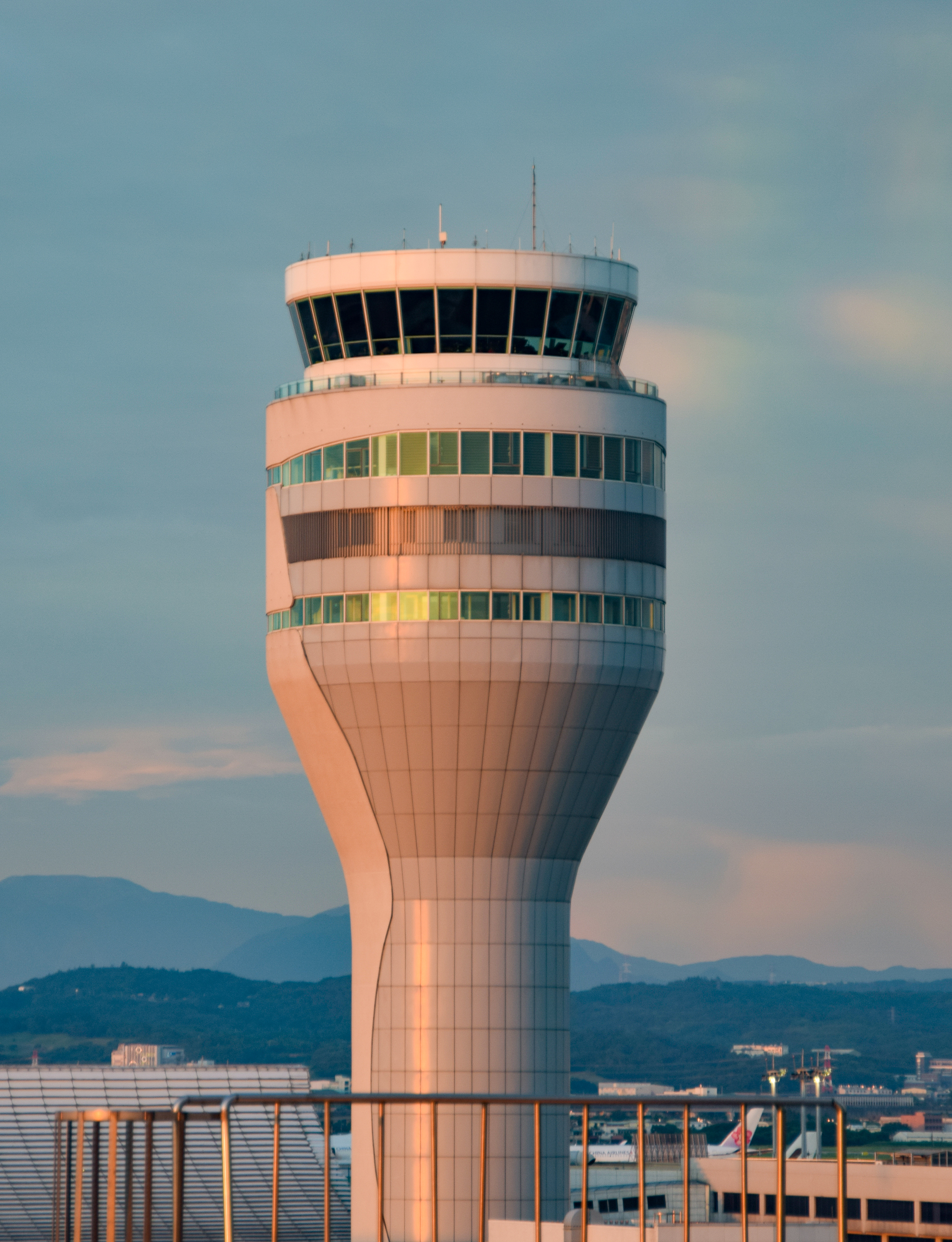
2019年12月啟用之塔台。

桃園國際機場啟用時，擁有一座高46公尺的飛航管制塔台，在2017年平均每日服務超過670架航班。然而，由於空間、設備擴充空間不敷需求，為能滿足航行量成長、增進飛航服務作業效率，行政院於2012年7月20日以院臺交字第1010038406號函核定辦理「臺灣桃園國際機場塔臺暨整體園區新建工程」，並於2018年9月3日院臺交字第1070030858號函核定修正計畫，計畫總經費12億7,172萬元，期程自2013年1月至2019年12月止。
新塔台高65公尺，2014年3月辦理國際競圖，共有4組專業團隊參加，經評選由中興工程顧問公司、法國巴黎機場公司及華興聯合建築師事務所組成之團隊獲選。塔臺西面以幾何折線與銀灰色金屬材質呼應第二航廈的剛性外型和顏色，東面則以曲面與白色外牆銜接第一航廈的柔和與外觀。管制作業室面積增加到160平方公尺，設有12個管制席位。新塔台於2016年7月20日動工，2017年10月5日上樑，2019年12月16日啟用。而舊塔台則轉為備援塔臺，2022年4月8日因為新塔臺運作已相當穩定，故舊塔臺功成身退正式卸下其備援任務，並於同年4月13日開始拆除。

### 航廈

#### 第一航廈
第一航廈於1974年9月正式動工、1978年底正式完工，隨桃園國際機場於1979年2月26日正式啟用。啟用時的第一航廈擁有15萬6,500平方公尺的樓地板面積，年服務容量達到500萬人次。
然而，在台灣經濟高速發展下，桃園國際機場很快面臨了過度飽和的困境，為了解決空間嚴重不足及構造、設施老舊不堪的問題，重塑桃園國際機場作為國家門戶的形象，由建築師團紀彥所設計的第一航廈改建工程，融合了新舊，於2010年起投入29.71億資金正式啟動，以大區域性的邊施工、邊營運「半半施工」方式，耗時3年於2013年6月完工、7月27日啟用，除一舉將樓地板面積擴大為169,500平方公尺外，也成功使桃園國際機場第一航廈提升年服務能量為啟用時3倍的1,500萬人次。:13
由建築師章翔所設計的第一航廈，結構設計上相當特殊，效仿美國華府杜勒斯機場，屋面部分以曲面造型設計，並與結構專家林同棪合作採用興建時最先進的預力混凝土技術興建，能夠有效的契合機場主題展現建築的流動感。而在建築師團紀彥的操刀下，於2010年所開展的第一航廈擴建工程則結合現代與古典，展現了「詩意」與「禪意」，賦予了第一航廈全新風貌。

#### 第二航廈

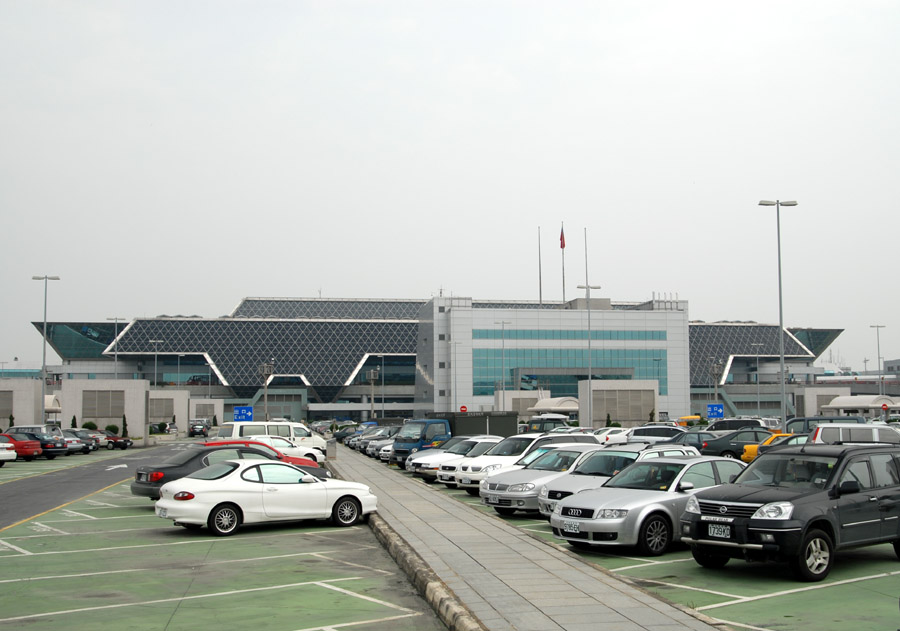
第二航廈的外觀

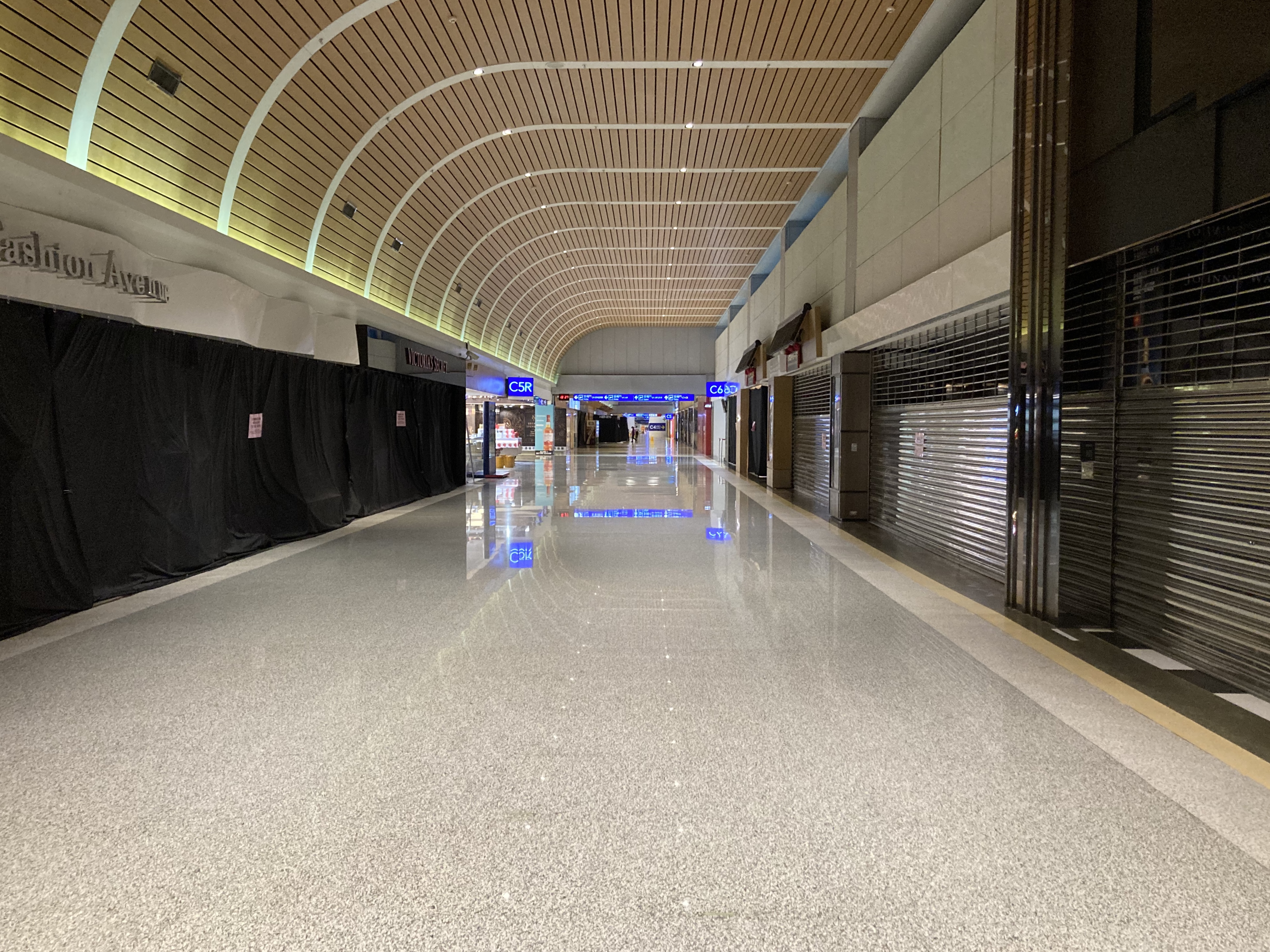
第二航廈南登機門（C区）

第二航廈的興建最早於1971年的桃園國際機場主計畫中便已被提出:8，在桃園國際機場1979年2月啟用後，運量持續的高度成長，迅速的使僅有的第一航廈面臨了使用容量滿溢的窘況。考量於此，交通部民用航空局於1989年10月正式啟動了第二航廈的規畫設計作業，第二航廈的興建工程在1991年3月9日正式動工、2000年7月29日落成，並在後續工程於2003年全面完工後擁有了318,000平方公尺的樓地板面積及1,700萬人次的年服務容量。:5-1
由財團法人中華顧問工程司設計的第二航廈，以傳統木造的斗拱結構為主要設計構想轉化為現代化的造型，不同於第一航廈的設計，第二航廈採用大量玻璃帷幕及金屬桁架作為建材，在空間輕盈明亮的同時具有強烈科技感，同時也有著些許東亞建築的特色。不過，第二航廈的建築設計上並未考量玻璃吸熱的缺點，導致後續使用上高度耗能的狀況發生，也因內外缺乏鮮明形象、大量使用四方型的幾何線條，引來「看起來十分笨重」的批評。
隨著旅客量增加，第二航廈日漸擁擠，但第三航廈的興建已緩不濟急，因此桃園國際機場公司投入新臺幣24.77億元進行航廈南北兩側的擴建工程，於2015年12月28日動工，南北側分別於2017年9月26日與2018年6月10日完工營運，除使原本四層樓的航廈增建為五層外，另增加了20,778平方公尺的樓地板面積、提升500萬人次的服務容量。南側5樓擴建區「臺灣玩藝大街」於2019年12月14日試營運，北側5樓擴建區「天空之城」於2019年12月28日試營運，兩側5樓擴建區均於2020年1月25日正式啟用。兩個擴建區除具備商場的功能之外，還設置了桃園國際機場首見的戶外觀景臺，可觀賞機場南北兩側的不同風情。

#### 第三航廈

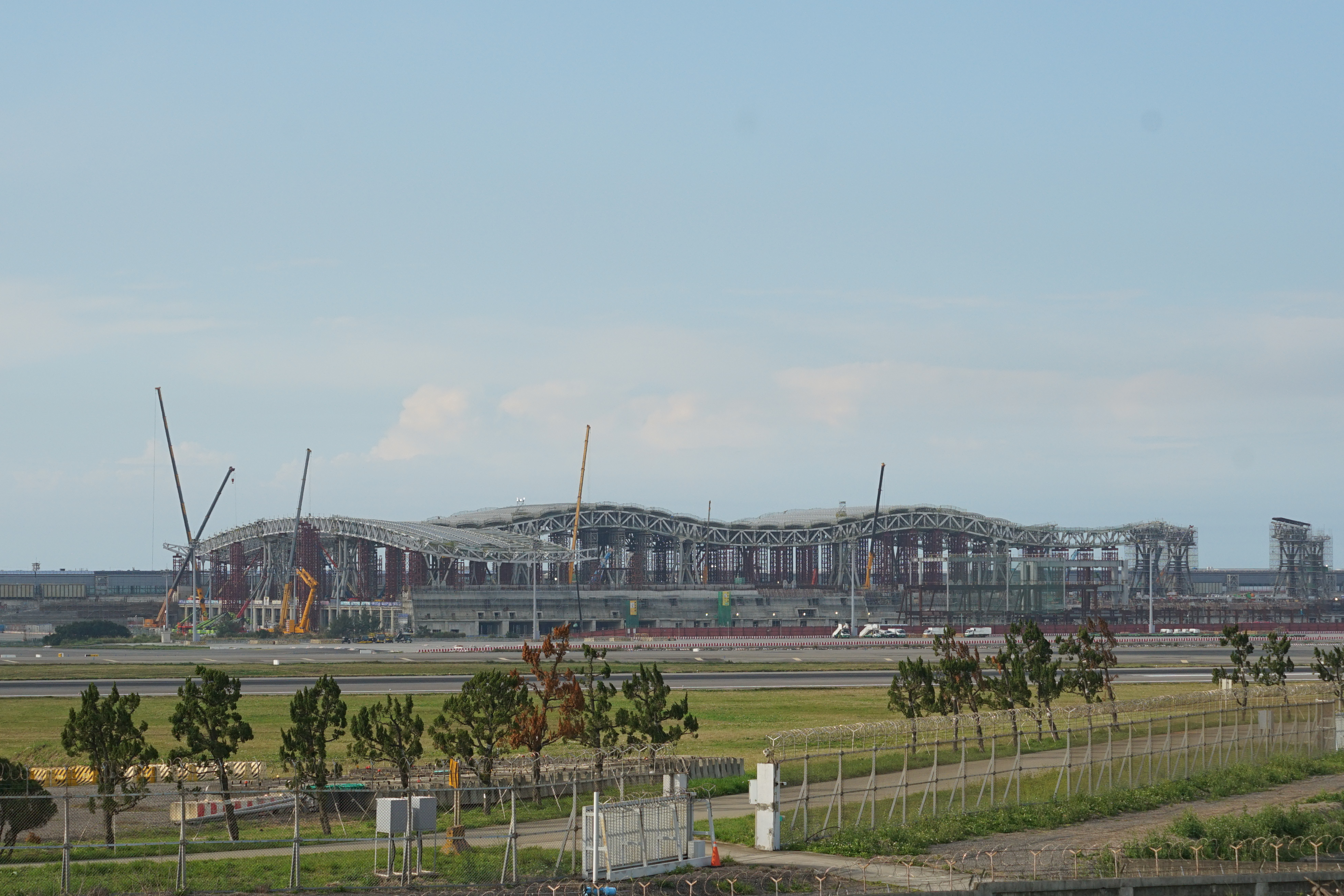
興建中的第三航廈(2025年)

桃園國際機場的第三航廈正在興建中。如同第二航廈一般，第三航廈的興建構想在最早於1971年的桃園國際機場主計畫中便已被提出:8。隨著亞太地區的經濟與航空客貨運量高速成長，桃園國際機場原有的第一航廈、第二航廈逐漸不敷使用，同時配合2008年8月起中華民國政府所推動的桃園航空城計畫，桃園國際機場公司也依此擬訂了「臺灣桃園國際機場園區實施計畫」，正式展開了第三航廈的推動作業，於2013年1月起委託由荷蘭機場顧問公司（Netherlands Airport Consultants B.V.）、林同棪工程顧問公司、美商栢誠國際公司3家公司作為第三航廈計畫的總顧問，辦理綜合規畫、專案管理、設計等事宜。而第三航廈也在三家顧問公司的協助下，確立了年服務容量4,500萬人次、具備21個登機門的設計願景:1:3。第三航廈規劃是以「巨型航廈」（Mega Terminal）的理念規劃，整體建築較第一、第二航廈要大很多，能夠與第二航廈整合成一完整航站生活機能體:95:91。
第三航廈的先期工程「WC滑行道遷建及雙向化工程」於2016年7月1日啟動，主體工程也於2017年5月26日陸續動工，土建工程也已正式開工，預計於2026年完工、2027年試營運。第三航廈落成後，桃園國際機場年服務總容量將增加至8,200萬人次，提供640,000平方公尺的樓地板面積。
由理察·羅傑斯團隊所設計的第三航廈，具備七大設計概念，分別是作為亮點成為「新世紀標竿航廈」廣受旅客喜愛；「台灣門戶新意象」使旅客感受到開闊明亮的空間，營造真正台灣門戶意象；作為「人本智慧綠建築」提供高效、美觀、內涵、舒適親和的觀感；成為「高品質彈性空間」在不影響空間品質廈隨時依需求彈性調整航廈佈局；能夠「滿足多元旅客需求」將旅客作為優先考量；提供「快捷的轉機路線」利用簡潔的指標系統及空間連接性規畫改善旅客動線使轉機時間掌握在40分鐘內，達到亞洲最佳轉機速度；以及「頂級的購物體驗」打造的零售商業空間為世界標竿，以這些設計概念打造第三航廈。

#### 衛星廊廳
用地面積約104公頃（不包含兩側策略用地），目標提供空側容量2,500萬人次。

#### 第四航廈
由於桃園國際機場的運量成長屢超預期，為了舒緩桃園國際機場的龐大運量，桃園國際機場公司原計畫於第一航廈的一號停車場及原先圓山空廚的用地投入20億興建第四航廈，於2018年開始營運。第四航廈採用智慧化的設計，以新加坡樟宜國際機場為效仿對象大量設置採用自助報到及行李托運設備，樓地板面積達26,000平方公尺，年服務容量可達500萬人次。
不過，由於桃園國際機場同時推動的工程過多，第四航廈的興建計畫已先暫時延後。

#### 相關圖片

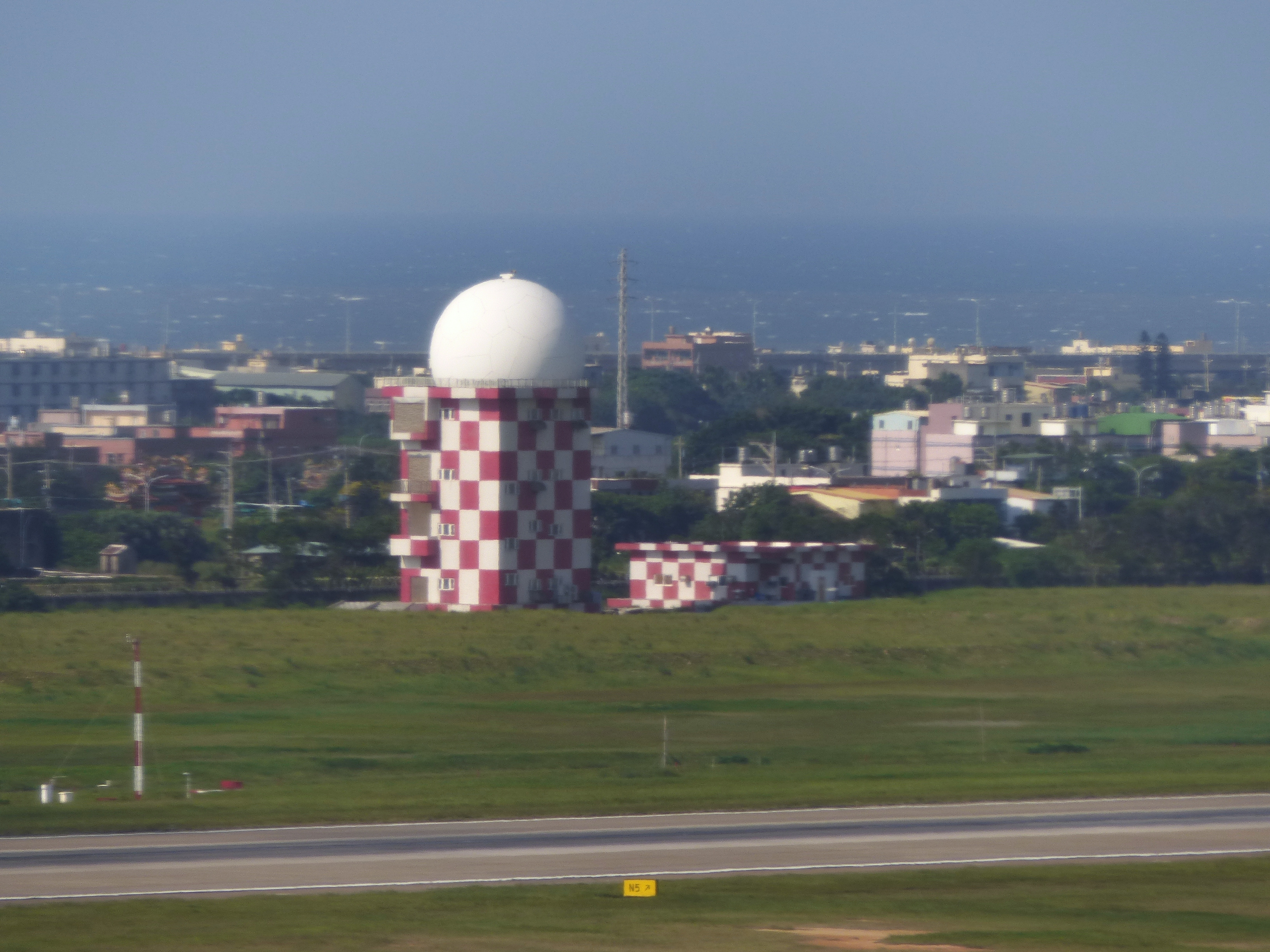
位於北跑道附近的雷達站
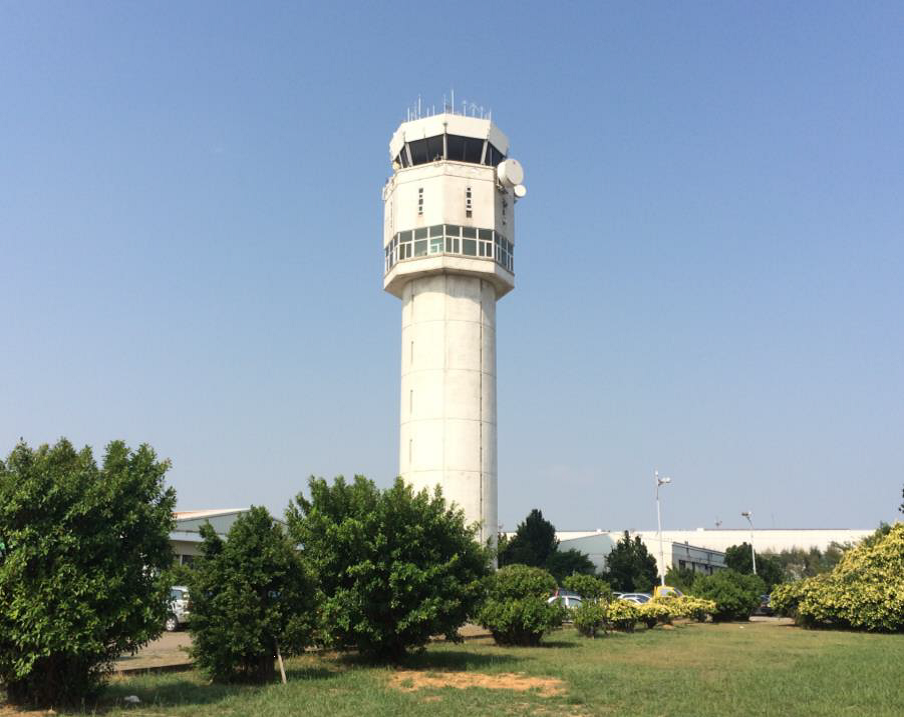
2019年12月以前使用之舊塔台
從觀景台望向新舊塔台(舊塔台已拆除)
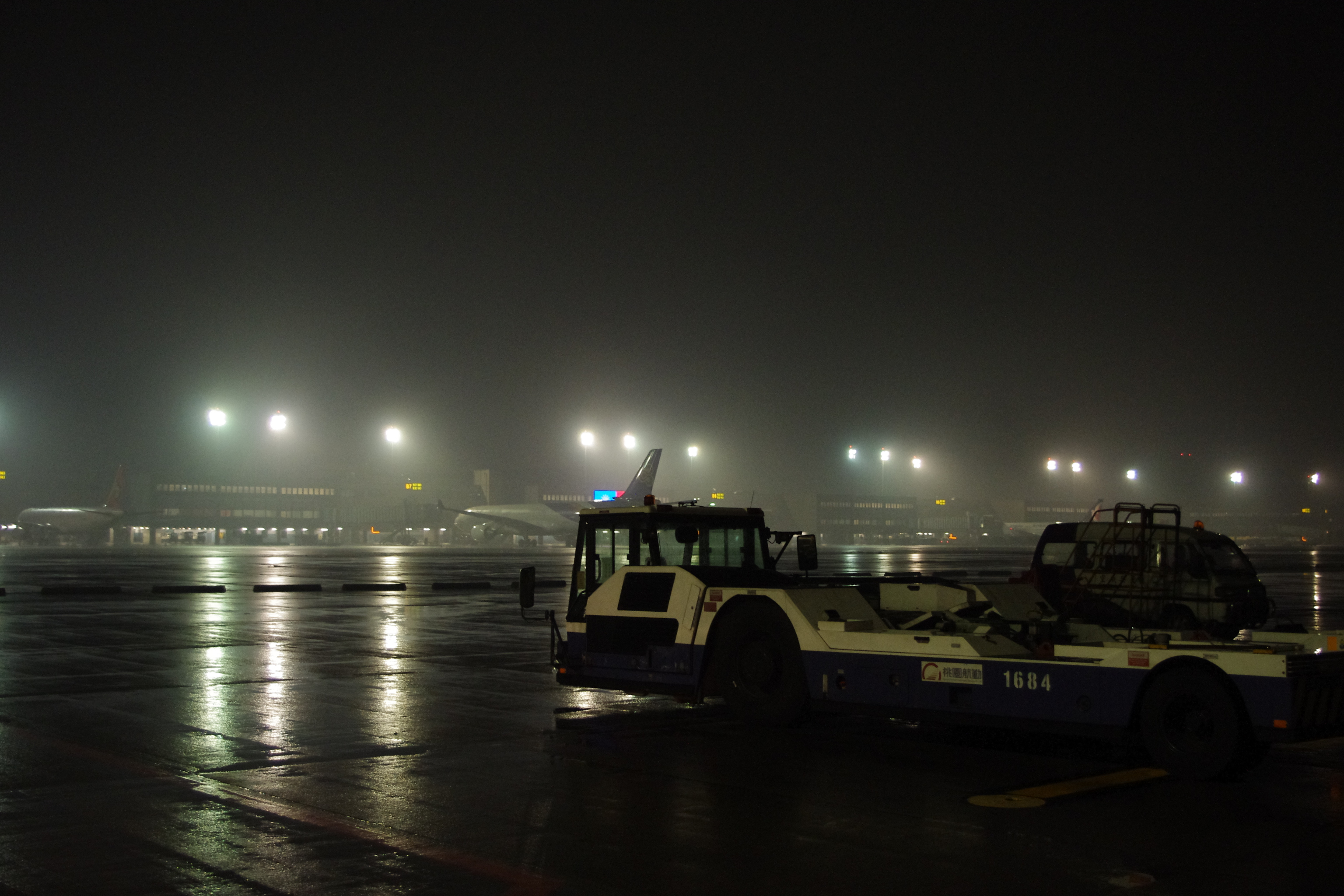
夜間運作的桃園國際機場
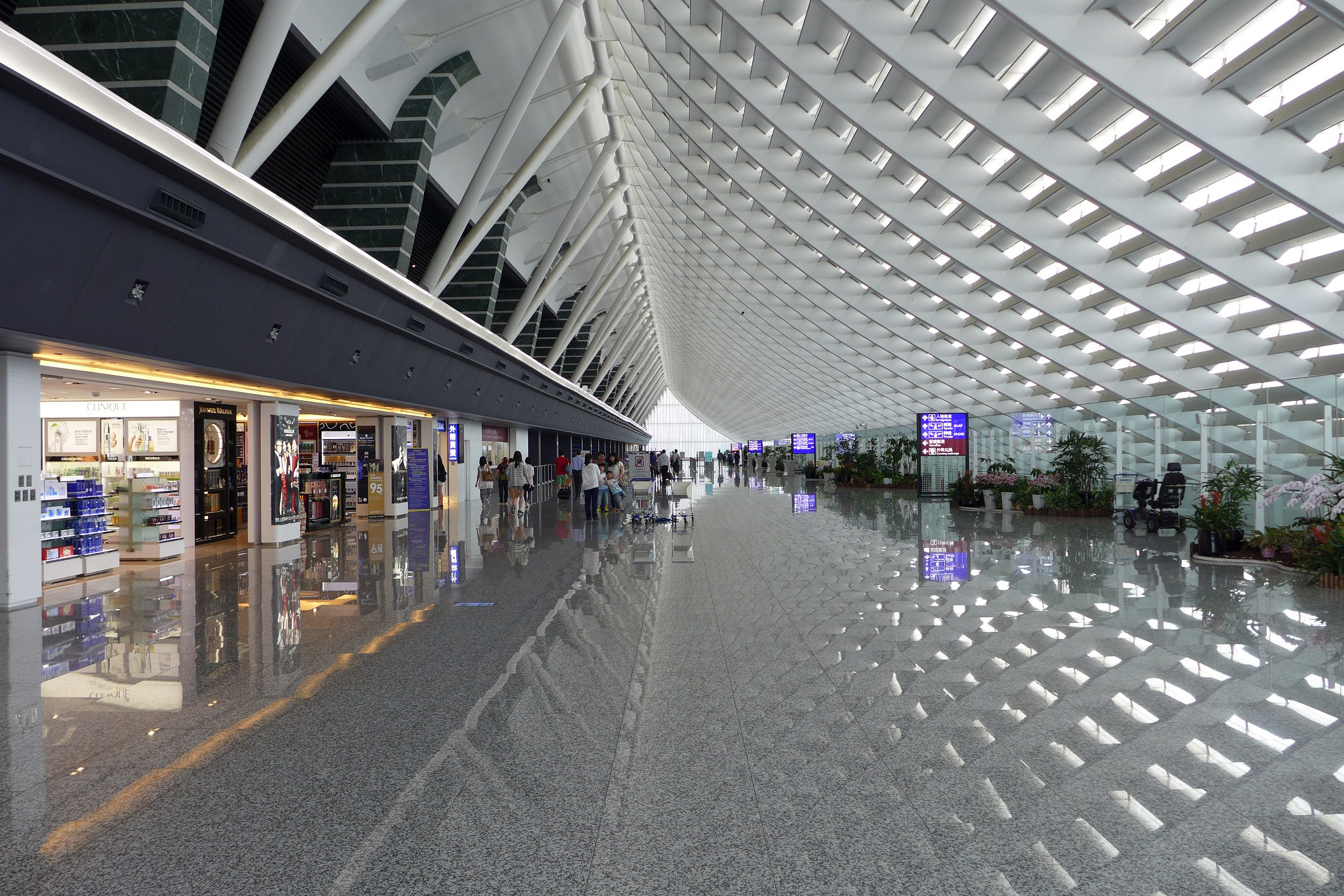
第一航廈內的一隅
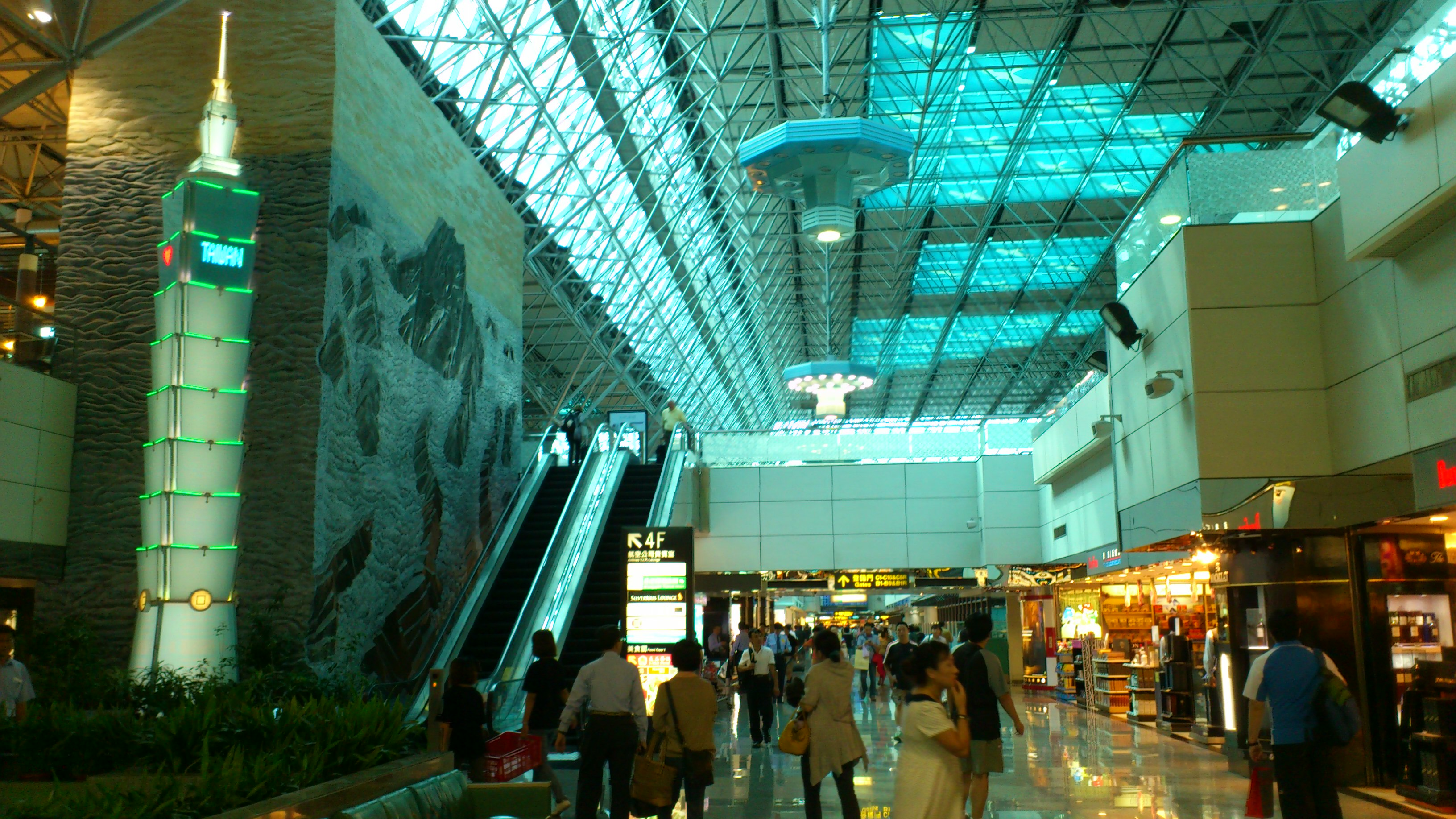
第二航廈內的一隅

#### 國內航廈

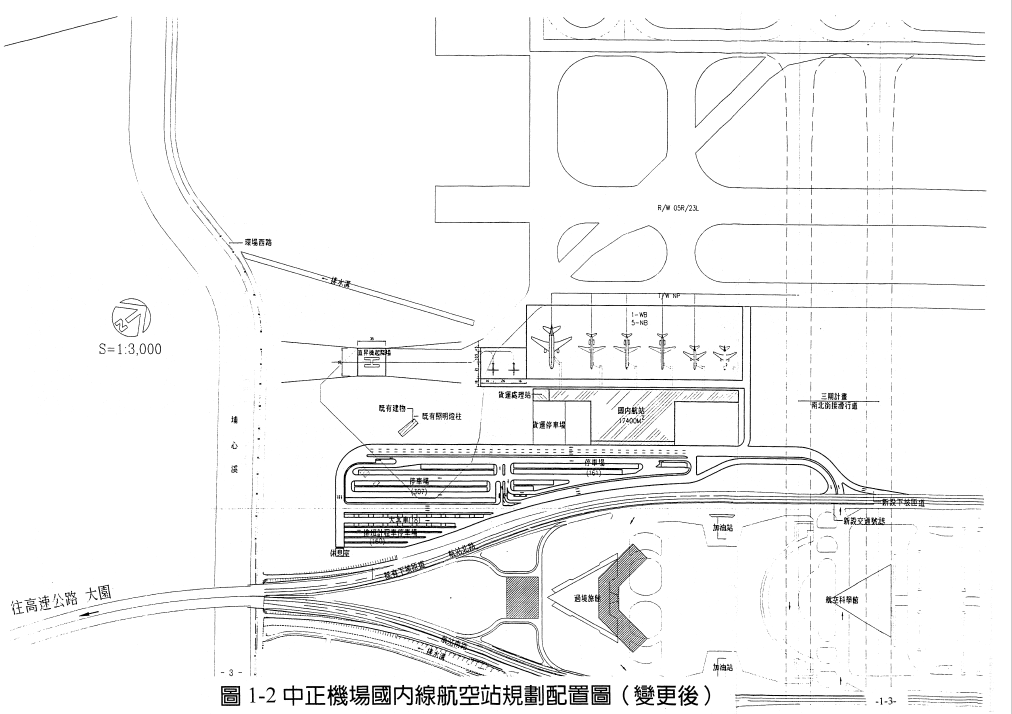
經過調整後的國內航廈配置規畫

隨著台灣民眾的出國頻率日漸增加，台灣各地民意代表紛紛爭取將僅有國內航線的地方機場「升格」為國際機場。交通部民用航空局除考量到廣設國際機場的效益依然不明外，也認為台灣機場多屬軍航、民航共用，能使用的土地狹窄，改建十分困難，遂於1970年提出在桃園國際機場建設國內航廈的構想。:5-1
基於提供國內線需求及國際線接駁所設計的國內航廈，其發展共分第一至第四階段，第一階段的建設計畫以兩期為主:5-4:1-1，面積達到12公頃:4-1。預定於1996年動工、1997年12月完工的第一期中，除新建一層高的航廈主體外，也將一併建設貨運臨時處理站、直升機起降場、停機坪、停車場及進出匝道等設施，預算新台幣3億元；而第二期則將第一期所興建的航廈主體增建為二層，並同時增建停車場、排班計程車休息室及客機停機坪，預算4.9億元:5-1。
而在經過一些調整後:1-1，國內航廈最後於1998年4月15日正式啟用，在啟用伊始，國內航廈就開始為花蓮航線服務。
然而，在國內航廈啟用後一年餘、「中正機場國內線航空站設立計畫」被併入「中正國際機場主計畫第二次修訂」檢討後，國內航廈被認為沒有繼續推動的必要，行政院遂於1999年5月11日決定全面停止國內航廈計畫:1-1~2-1。而閒置的國內航廈，則在中興航空的承攬經營下改建為「桃園國際機場商務航空中心」，於2008年3月投入使用:8-2。

### 貨運及後勤設施
桃園國際機場現時擁有2區飛機修護場，總面積達85,209平方公尺，提供有2間發動機修理工廠及1座引擎試車台；並且擁有規模達2,315人、裝配653輛車輛及2,588件非動力裝備的地勤支援團隊；提供有華膳空廚、復興空廚、長榮空廚等3家空廚業者進駐；並且桃園國際機場還建設有4座6,000公秉、4座8,000公秉儲油量的油槽、佈設20,900公尺的油管，提供有174具航機加油栓及1套全自動的輸油系統。除此之外，桃園國際機場還擁有4座貨運站，每年能夠處理260萬噸進、出、轉口貨運量。

## 其他設施

### 華航園區

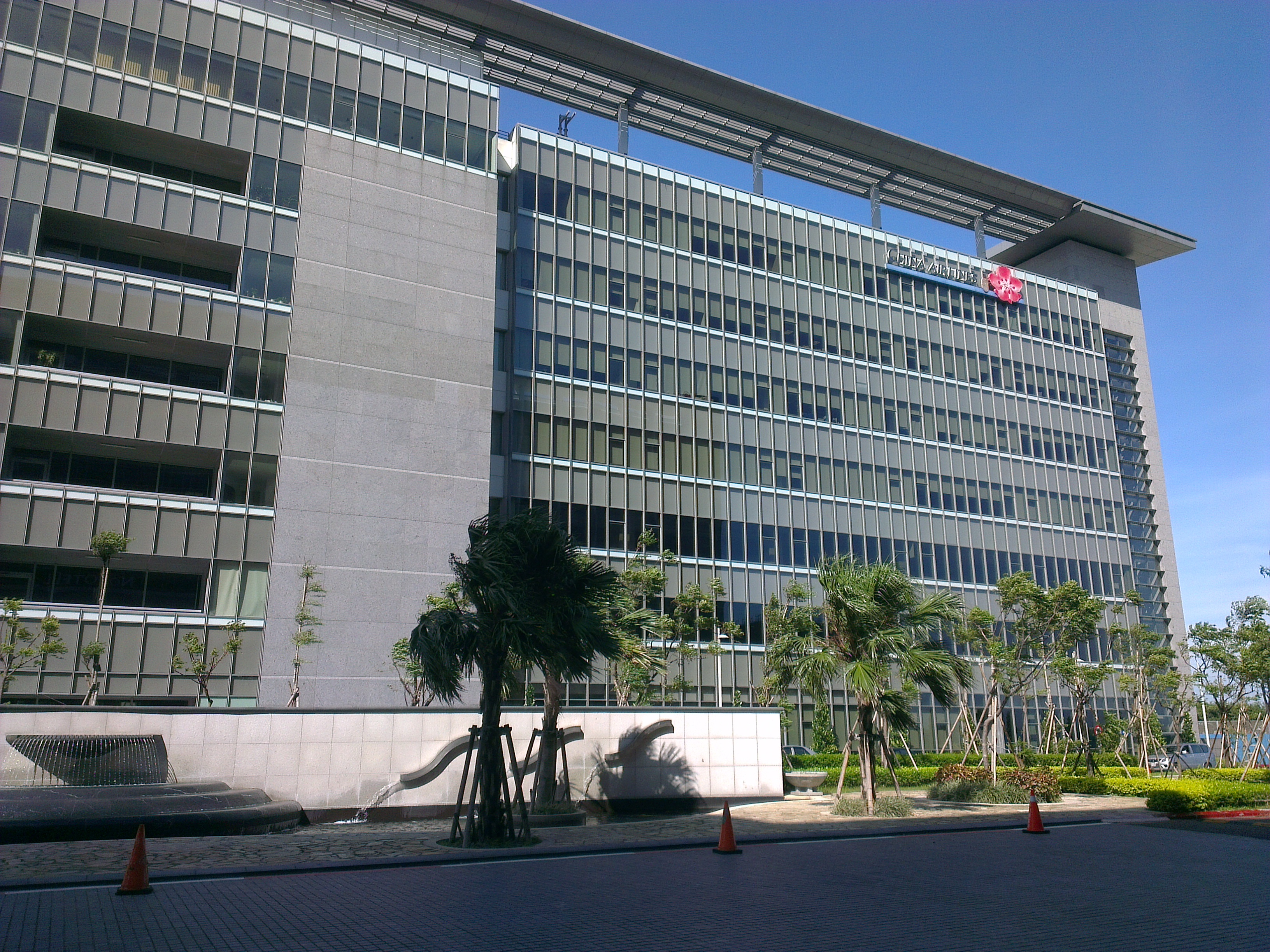
華航園區中的一隅

為提供過境旅客及空勤人員的食宿需求，桃園國際機場1978年10月起投入12億5000萬元興建地上10層、地下1層，且可容納490間客房、15間套房的過境旅館，並於1984年10月31日竣工啟用；然而隨著過境旅館的經營面臨困境，過境旅館的營運於1990年開始便走向衰退，最終於2004年11月15日結束營業。而為有效利用桃園國際機場具備優越地理位置的4.7公頃土地，提升資產收益，交通部於2004年12月30日以「徵求民間機構參與中正機場航空事業營運中心（含機場旅館）計畫」為名對外進行BOT加ROT的招商，期盼將過境旅館的原址打造為一座航空事業的營運總部，節省營運作業時間及成本，也間接扶植台灣航空產業的發展。最後這一計畫由中華航空於2006年3月17日得標。:258:附件7-1:附件7-專案緣起
最終，投入45.86億開發經費的華航園區於2008年1月31日正式動工，整體工程於2009年12月全面完工，2010年3月26日10時在交通部長毛治國、交通部民用航空局長李龍文、桃園縣縣長吳志揚、中華航空董事長魏幸雄和中華航空總經理孫洪祥的見證下，將中華航空的松山航訓區、總公司等遷入，象徵華航園區正式啟用。:附件7-專案目標:150
由華興聯合建築師事務所所設計的華航園區主要分企業總部、旅館兩大單元，建有4棟大樓，總樓地板面積達11萬1154平方公尺，整體建築以「飛行」意象設計，並以銀白、灰藍色為色彩基調，從外觀可看出「一棟高於一棟」的「步步高陞」設計。:附件7-專案內容:138

### 航廈電車

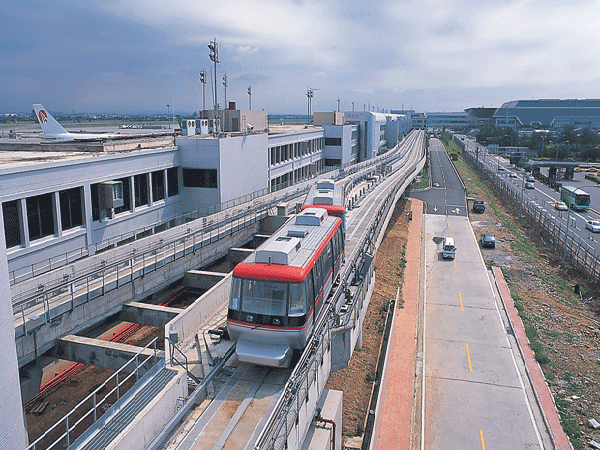
連接第一航廈與第二航廈的航廈電車

又稱為PMS，桃園國際機場的第一航廈與第二航廈間委託新潟運輸系統公司建設有1座往返航廈間的免費航廈電車路線，佈設有南、北兩側、管制區內外2條路線。桃園國際機場的航廈電車採取24小時運行模式營運，在尖峰時段每2至4分鐘發一班車、離峰時段每4至8分鐘發一班車，在深夜時段則採呼叫模式提供旅客使用。
配合第三航廈完工後的需求，桃園國際機場公司目前已經著手規畫投入38億元將航廈電車系統更新，並以「ㄇ」字型將南、北兩側路線串聯，一舉聯絡三座航廈。

### 巡迴巴士

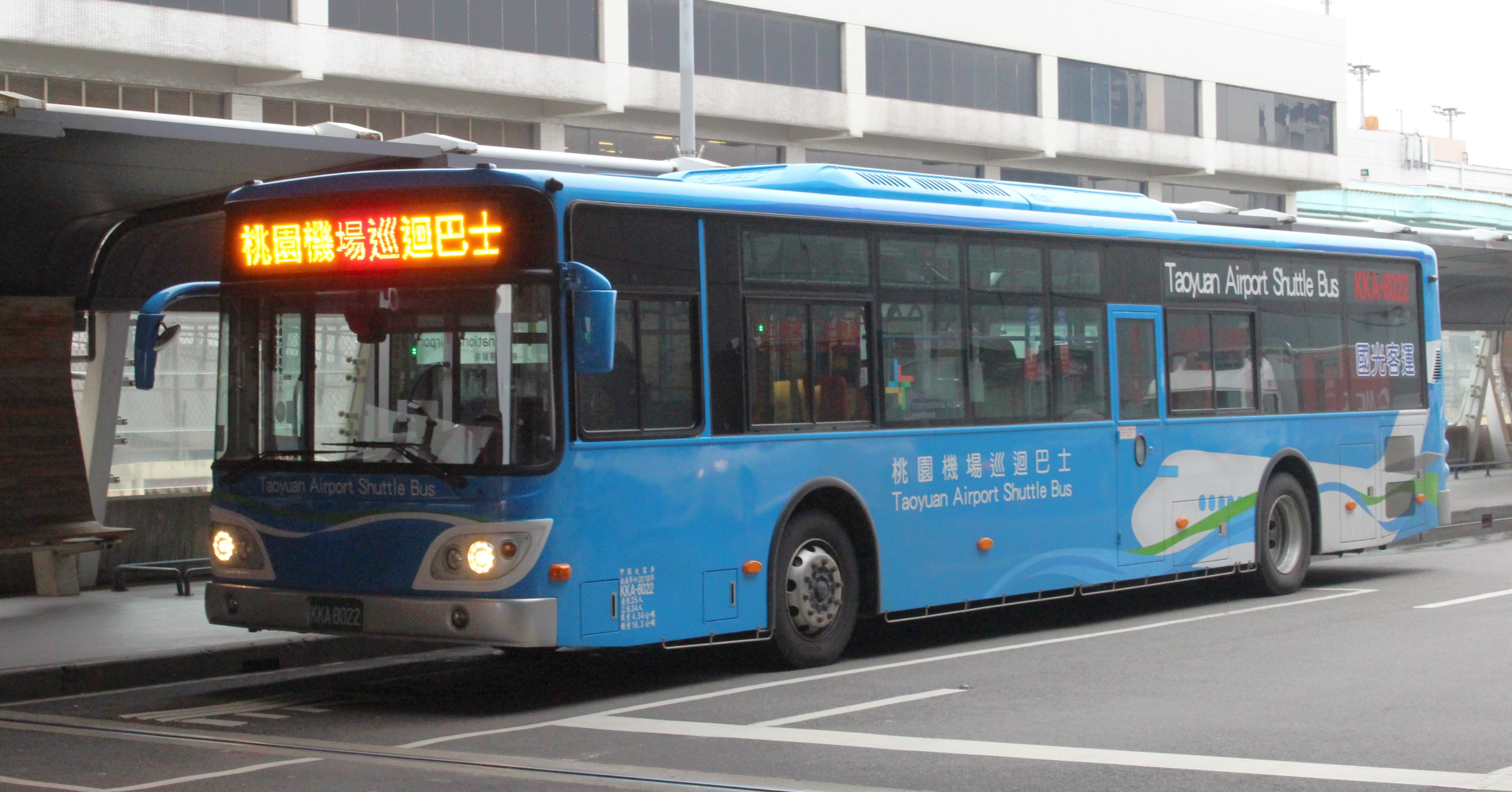
機場巡迴巴士由國光客運負責營運

桃園國際機場的第一航廈一樓航站南路雨庇處與第二航廈一樓東南側間設有一條免費巡迴巴士路線提供旅客及機場工作人員搭乘，視機場班機的離、到情形每10至30分鐘發1班次。桃園國際機場的巡迴巴士以座位24個、立位40人，每車可乘載64人的低底盤公車營運，車上並配備有引滅火器、車窗擊破器、掀蓋式輪椅輔助坡道等設施。

### 安全安排

#### 消防
桃園國際機場擁有一支超過140人的機場消防隊，機場消防隊除配備有3,000加侖容量的化學泡沫消防車8輛、5,000加侖容量的中繼水庫車2輛及30、18公尺長的雲梯消防車2輛外，還擁有吊掛車、救護車、大型傷患運送車、醫療器材車等多項多種類的消防、救護裝備。桃園國際機場是國際民航組織（ICAO）消救能量等級中的第十級機場，所有消防車輛都能於3分鐘內抵達機場內任何航機活動區域進行救災作業。
| 機場消防等級         | CAT 10                                 |
| 故障航空器之移離能量 | 裝備的最大可移除的飛機類型是B747-400。 |
| 跑道發泡設施         | 否                                     |

#### 維安
桃園國際機場的飛航維安工作由總部設立於機場內的內政部警政署航空警察局所主責，內政部警政署航空警察局並設立有包括刑事警察大隊、保安警察大隊、安全檢查大隊等團隊專責桃園國際機場的保安作業，其中安全檢查大隊主要承擔行李及貨物安全檢查業務，規模超過430人的保安警察大隊則專門負責於警衛、警戒、安全防護等事務。

### 航空科學館
為配合國家文化政策、保存航空史料並推廣民航事業等目的，交通部民用航空局曾於桃園國際機場正門入口處興建「中正航空科學館」，並於1981年10月31日揭幕開館，成為亞洲地區第一座航空科學館:257。然而，在開館34年後，易名為「桃園國際機場公司航空科學館」:79的中正航空科學館於2014年10月31日封閉，隨後拆除以配合桃園國際機場第三航廈的興建。在原先的館舍拆除後，亦有遷館至桃園航空城內海軍桃園基地的構想。

## 航點
桃園航空城產業聯盟認為桃園國際機場是亞太地區地理位置最為優越的機場之一，主要中轉客流方向为東南亞至北美。中華航空、台灣虎航、長榮航空、星宇航空以桃園國際機場作為樞紐機場；國泰航空、酷航及利用第五航權，將桃園國際機場當作重點機場經營；而樂桃航空、馬來西亞峇迪航空(馬印航空)也計劃將桃園國際機場作為重點機場營運。

## 聯外交通

### 公路

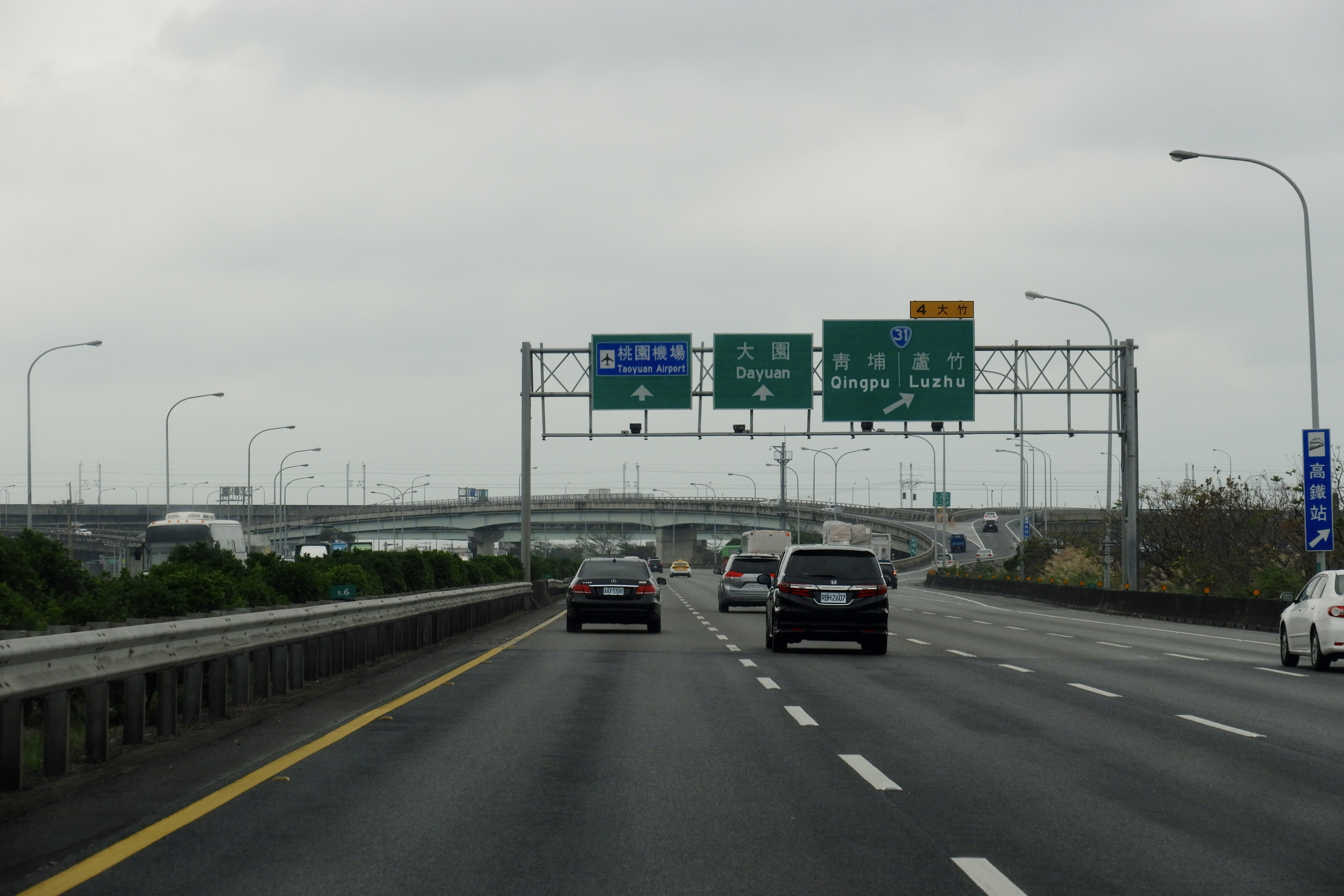
拓寬後擁有雙向8車道的國道二號（機場支線）

國道二號是桃園國際機場最主要的聯外道路，全長20.4公里，並設有機場端、大園、大竹、機場系統、南桃園、大湳及鶯歌系統等7座交流道。然而，由於機場所帶來的龐大車流，交通部臺灣區國道高速公路局2001年起正式展開了國道二號擴寬的研究，並投入156.688億於2009年3月3日正式動工，2012年5月27日正式拓寬啟用。
除此之外，配合桃園航空城的建設，桃園國際機場周邊也將再興建或改善國道一甲、國道二甲等9條道路，以強化機場周邊的聯外功能，其中國道二甲已於2023年通車。

### 客運
桃園國際機場擁有19條的聯外客運路線，使旅客可以便利地往返各地。
| 經營業者 | 編號 | 營運路線或用途區間                                                                              | 備註 | 參考資料 |
| -------- | --- | ----------------------------------------------------------------------------------------------- | --- | -------- |
| 國光客運 | 1819 | 桃園國際機場－臺北車站                                                                          | 國光號直達車。 行駛、。                                                                                         | [ 117 ]  |
| 1840     | 桃園國際機場－松山機場 | 國光號直達車。 行駛、，經行天宮。                                                               | |          |
| 1841     | 桃園國際機場－松山機場 | 中興號全程車。 行駛，經台茂、南崁、啟聰學校、中山國小站。                                       | |          |
| 1841A    | 全程車。 行駛，經遠雄貨運站、台茂、南崁、啟聰學校、中山國小站。                                                                                 |                                                                                                 | |          |
| 1842     | 大園－桃園國際機場－松山機場 | 全程車延駛大園。 行駛，經大園、台茂、南崁、啟聰學校、中山國小站。                               | |          |
| 1842A    | 全程車延駛大園。 行駛，經大園、台茂、南崁、林口長庚醫院、啟聰學校、中山國小站。                                                                 |                                                                                                 | |          |
| 1843     | 桃園國際機場－南港 | 行駛、，經瑞光路、港墘站、南港展覽館站。                                                        | |          |
| 1860     | 桃園國際機場－臺中 | 行駛、，經朝馬、臺灣大道。                                                                      | |          |
| 長榮巴士 | 5201 | 桃園國際機場－民生松江路口（長榮海運大樓）                                                      | 行駛、，經捷運行天宮站 原車接駁旅客往南京復興站、忠孝復興站、忠孝新生站（台北科技大學）及長榮桂冠酒店（台北）。 |          |
| 5203     | 行駛，經南崁（但不接載機場往南崁的旅客）、捷運行天宮站 原車接駁旅客往南京復興站、忠孝復興站、忠孝新生站（台北科技大學）及長榮桂冠酒店（台北）。 |                                                                                                 | |          |
| 大有巴士 | 1960 | 桃園國際機場－市府轉運站                                                                        | 行駛、，經忠孝復興站。                                                                                          |          |
| 1961     | 大園－桃園國際機場－臺北 | 行駛、，經大園、南崁。                                                                          | |          |
| 1962     | 桃園國際機場－板橋 | 行駛、，經亞東科技大學、永寧站。                                                                | |          |
| 1968     | 桃園國際機場－新店 | 全程車 行駛、，經恩主公醫院(三峽)、景安站(中和)、秀朗橋站、民權路口、七張、新店區公所（北新）。 | |          |
| 1968A    | 直達車 行駛、，經中和、新店；目前因2020新冠疫情後暫停營運。                                                                                     |                                                                                                 | |          |
| 桃園客運 | 5059 | 桃園國際機場－桃園車站                                                                          | |          |
| 5089     | 桃園國際機場－中壢車站 |                                                                                                 | |          |
| 統聯客運 | 706 | 桃園國際機場－桃園車站                                                                          | 行駛 部分班次繞駛大園、機場諾富特旅館                                                                           |          |
| 1623     | 桃園國際機場－臺中 | 行駛、，經朝馬、臺灣大道。                                                                      | |          |
| 1627     | 桃園國際機場－中壢服務區 | 行駛、，部分班次提供無障礙車輛 需加購聯程車票，可選擇統聯客運各行經中壢服務區路線。             | |          |
| 1661     | 桃園國際機場－桃園經國－林口長庚－羅東 | 行駛、，經桃園經國、林口長庚、礁溪、宜蘭、羅東。                                                | |          |
| 1661A    | 桃園國際機場－－羅東 | 行駛、，經礁溪、宜蘭、羅東，部分班次提供無障礙車輛。                                            | |          |
| 日豪客運 | 1250 | 桃園國際機場－新竹                                                                              | 經馬偕醫院、清華大學、交通大學、國道一號。 · 部分班次提供無障礙車輛。                                           |          |

### 捷運

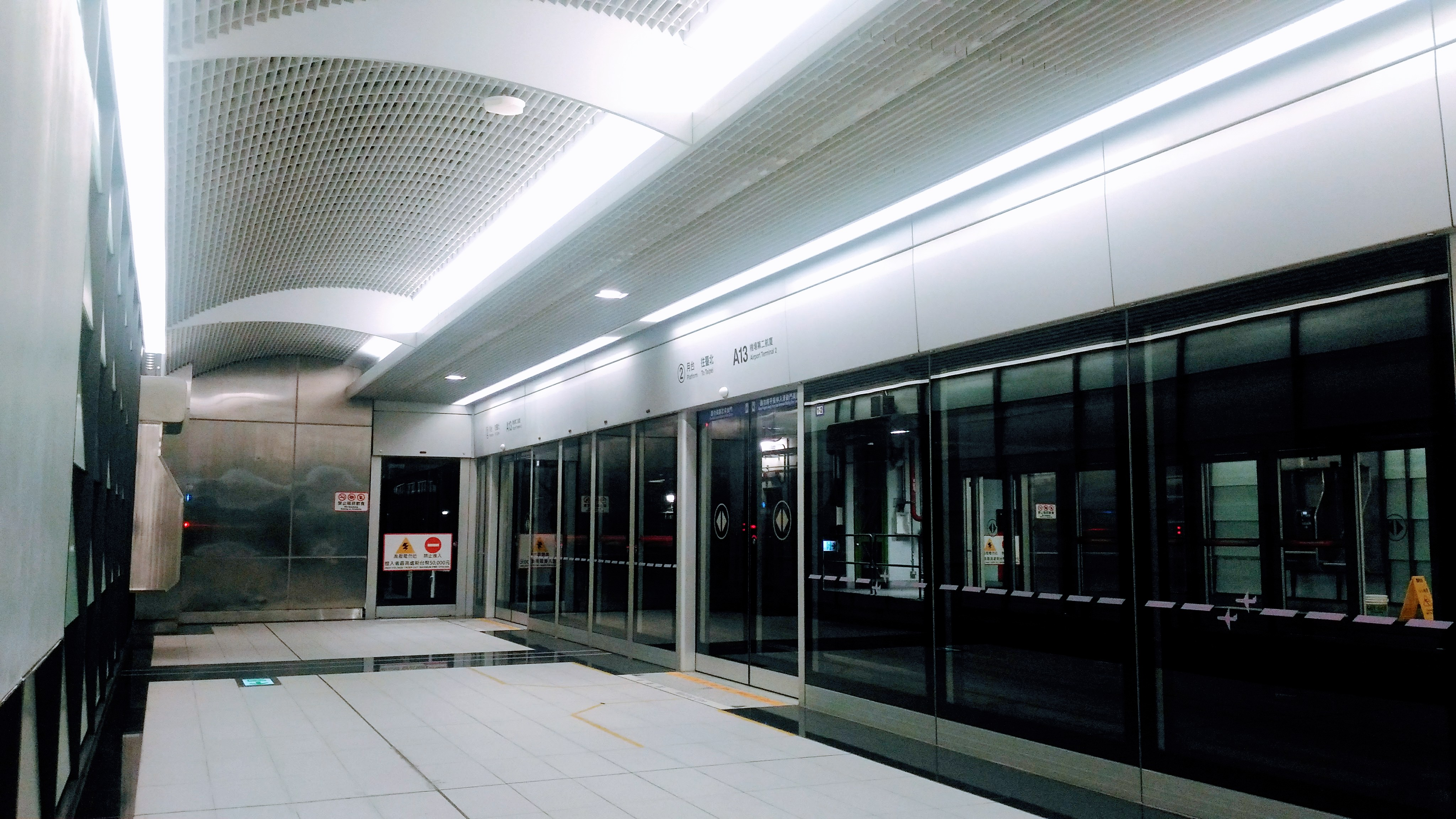
機場第二航廈站月台

1996年，基於發展桃園國際機場為亞太空運轉運中心的目標，中華民國政府推動「中正機場捷運」興建計畫；在國家支出日益增長、財政負擔逐漸增加的考量下，中華民國政府決定以民間興建營運後轉移模式（BOT）進行開發，並獲行政院支持將該案列為「以BOT方式推動國內公共建設」的二十二項計畫之一。然而由於諸多因素，中正機場捷運BOT案宣告失敗，政府決定收回民間興建營運後移轉權限，改以公務預算自行籌劃興建，並配合桃園國際機場的更名改稱為「桃園機場捷運」，於2006年動工，在多次工程延宕下於2017年3月2日正式通車。目前，桃園國際機場捷運在桃園國際機場設有機場第一航廈站及機場第二航廈站，未來則預計於第三航廈完工時增設機場第三航廈站以服務第三航廈旅客:23。機場提供機場捷運機場第一航廈站、機場第二航廈站、機場旅館站三站站間持電子票證（悠遊卡、iPASS一卡通、愛金卡 iCASH 2.0）、信用卡進出免費。

## 營運成績
桃園國際機場的自1979年開航之後各項營運成績便維持長期趨勢性的成長，現今的桃園國際機場每年服務超過24萬班航班，客運量部分，也在開航首年就寫下了404萬人次的紀錄，而後花費11年於1990年正式突破1,000萬人次大關，並依序花費14年於2004年突破2,000萬人次、9年於2013年突破3,000萬人次，於2016年花費3年正式突破4,000萬人次；而貨運量部分，則一路自1979年的115,069,900公斤成長到2016年的2,097,228,422公斤，成長近20倍之譜。
| 年客運量 | 年客運量 | 年客運量 | 年客運量   | 年客運量       |
| -------- | -------- | -------- | ---------- | -------------- |
| 年份     | 年份     |          |            | 客運量（人次） |
| 2009     | 2009     |          | 23,293,089 | 23,293,089     |
| 2010     | 2010     |          | 26,749,486 | 26,749,486     |
| 2011     | 2011     |          | 26,413,556 | 26,413,556     |
| 2012     | 2012     |          | 29,269,651 | 29,269,651     |
| 2013     | 2013     |          | 32,213,744 | 32,213,744     |
| 2014     | 2014     |          | 35,804,465 | 35,804,465     |
| 2015     | 2015     |          | 38,473,333 | 38,473,333     |
| 2016     | 2016     |          | 42,296,322 | 42,296,322     |
| 2017     | 2017     |          | 44,878,703 | 44,878,703     |
| 2018     | 2018     |          | 46,535,180 | 46,535,180     |
| 2019     | 2019     |          | 48,689,372 | 48,689,372     |
| 2020     | 2020     |          | 7,438,325  | 7,438,325      |
| 2021     | 2021     |          | 909,012    | 909,012        |
| 2022     | 2022     |          | 5,342,448  | 5,342,448      |
| 2023     | 2023     |          | 35,354,924 | 35,354,924     |
| 2024     | 2024     |          | 44,921,996 | 44,921,996     |

| 年貨運量 | 年貨運量 | 年貨運量 | 年貨運量      | 年貨運量       |
| -------- | -------- | -------- | ------------- | -------------- |
| 年份     | 年份     |          |               | 貨運量（公斤） |
| 2009     | 2009     |          | 1,654,212,827 | 1,654,212,827  |
| 2010     | 2010     |          | 2,230,097,184 | 2,230,097,184  |
| 2011     | 2011     |          | 2,064,194,265 | 2,064,194,265  |
| 2012     | 2012     |          | 1,981,807,342 | 1,981,807,342  |
| 2013     | 2013     |          | 1,967,169,902 | 1,967,169,902  |
| 2014     | 2014     |          | 2,088,726,704 | 2,088,726,704  |
| 2015     | 2015     |          | 2,021,865,063 | 2,021,865,063  |
| 2016     | 2016     |          | 2,097,228,422 | 2,097,228,422  |
| 2017     | 2017     |          | 2,269,585,324 | 2,269,585,324  |
| 2018     | 2018     |          | 2,322,820,028 | 2,322,820,028  |
| 2019     | 2019     |          | 2,182,341,790 | 2,182,341,790  |
| 2020     | 2020     |          | 2,342,714,268 | 2,342,714,268  |
| 2021     | 2021     |          | 2,812,065,339 | 2,812,065,339  |
| 2022     | 2022     |          | 2,538,768,310 | 2,538,768,310  |
| 2023     | 2023     |          | 2,112,987,500 | 2,112,987,500  |
| 2024     | 2024     |          | 2,270,973,770 | 2,270,973,770  |

| 年航班起降量 | 年航班起降量 | 年航班起降量 | 年航班起降量 | 年航班起降量   |
| ------------ | ------------ | ------------ | ------------ | -------------- |
| 年份         | 年份         |              |              | 起降量（架次） |
| 2009         | 2009         |              | 139,399      | 139,399        |
| 2010         | 2010         |              | 156,036      | 156,036        |
| 2011         | 2011         |              | 163,200      | 163,200        |
| 2012         | 2012         |              | 180,761      | 180,761        |
| 2013         | 2013         |              | 194,239      | 194,239        |
| 2014         | 2014         |              | 208,874      | 208,874        |
| 2015         | 2015         |              | 221,191      | 221,191        |
| 2016         | 2016         |              | 244,464      | 244,464        |
| 2017         | 2017         |              | 246,104      | 246,104        |
| 2018         | 2018         |              | 256,069      | 256,069        |
| 2019         | 2019         |              | 265,625      | 265,625        |
| 2020         | 2020         |              | 118,449      | 118,449        |
| 2021         | 2021         |              | 106,893      | 106,893        |
| 2022         | 2022         |              | 112,496      | 112,496        |
| 2023         | 2023         |              | 201,771      | 201,771        |
| 2024         | 2024         |              | 247,918      | 247,918        |

### 獲獎
- 2008年：國際機場協會「機場服務品質評比（ASQ）」運量級距1,500萬至2,500萬組第1名[136]。
- 2009年：同評比運量級距1,500萬至2,500萬組第2名[137]。
- 2012年：同評比運量級距1,500萬至2,500萬組第3名[138]。
- 2013年：同評比運量級距2,500萬至4,000萬組第3名[139]。
- 2014年：同評比運量級距2,500萬至4,000萬組第2名[140]、Skytrax「世界機場大獎」3,000萬至4,000萬客運量分組第4名、亞洲最佳機場第10名、最佳機場安檢第10名、最佳機場證照查驗第3名、最佳國際轉機機場第9名[141]等。
- 2015年：同評比運量級距2,500萬至4,000萬組第2名[142]、亞太區運量級距2,500萬至4,000萬組第3名、Skytrax「世界機場大獎」3,000萬至4,000萬組第3名、最佳機場服務人員第1名、最佳機場購物第9名、最佳機場安檢第4名、最佳機場證照查驗第2名、最佳機場休閒設施第8名、最佳國際轉機機場第6名、最佳行李運送機場第4名[143]、亞洲最佳機場第9名、世界百大機場第17名。
- 2016年：同評比運量級距2,500萬至4,000萬組第1名[144]、亞太區運量級距2,500萬至4,000萬組第1名、Skytrax「世界機場大獎」3,000萬至4,000萬組第3名、亞洲最佳機場第9名、世界最佳機場服務人員第4名、亞洲最佳機場服務人員第4名、最佳機場安檢第9名、最佳機場證照查驗第5名、世界最整潔機場第10名、最佳機場休閒設施第10名[145]、世界百大機場第20名。
- 2017年：Skytrax「世界機場大獎」4,000萬至5,000萬組第3名[146]、世界最佳機場服務人員第1名、亞洲最佳機場服務人員第1名[147]、最佳機場證照查驗第6名[148]、世界最整潔機場第4名[149]、最佳機場休閒設施第10名[150]、亞洲最佳機場第10名、世界百大機場第21名。
- 2018年：Skytrax「世界機場大獎」最佳機場證照查驗第1名、世界最佳機場服務人員第3名、最佳清潔機場第4名、最佳休閒設施機場第7名、最佳轉機機場第5名、最佳進步機場第4名、最佳安檢機場第4名、最佳行李處理機場第4名、世界百大機場第15名[151]。
- 2019年：Skytrax「世界機場大獎」全球最佳出入境服務機場第4名、亞洲最佳機場第8名、全球最乾淨機場第8名、全球最佳機場服務人員第7名、全球最佳安檢機場第8名、全球最佳行李運送機場第7名、全球最佳無障礙設施機場第9名、世界百大機場第13名[152]。
- 2020年：Skytrax世界百大機場第18名[153]。
- 2021年：Skytrax世界百大機場第37名[154]。
- 2022年：Skytrax世界百大機場第67名[155]。
- 2023年：Skytrax世界百大機場第82名[156]。
- 2024年：Skytrax世界百大機場第66名[157]。

## 外部連結
- 桃園國際機場（繁體中文）（英文）（日語）
- 桃園國際機場的Facebook專頁
- 桃園國際機場的Instagram帳戶
- 臺灣桃園國際機場的X（前Twitter）
- YouTube上的桃園國際機場頻道